# 毛罗·加尔旺
毛罗·加尔旺（葡萄牙語：Mauro Galvão，1961年12月19日—），巴西男子足球运动员，场上位置是后卫。他曾代表巴西国奥队参加1984年夏季奥林匹克运动会足球比赛，获得一枚银牌。